# Сан Феличе Чирчео
Сан Феличе Чирчео (итал. San Felice Circeo) је насеље у Италији у округу Латина, региону Лацио.
Према процени из 2011. у насељу је живело 6497 становника. Насеље се налази на надморској висини од 9 м.

## Становништво
Према резултатима пописа становништва 2011. у општини је живело 8.709 становника.
| 1936. | 1951. | 1961. | 1971. | 1981. | 1991. | 2001. | 2011. |
| ----- | ----- | ----- | ----- | ----- | ----- | ----- | ----- |
| 4.348 | 4.637 | 5.338 | 6.547 | 7.753 | 7.736 | 8.036 | 8.709 |

## Партнерски градови
- Метман